# Björnsjön, Närke
Björnsjön är en sjö i Askersunds kommun i Närke och ingår i Motala ströms huvudavrinningsområde. Sjöns area är 0,002 kvadratkilometer och den är belägen 185 meter över havet.